# Clima equatoriale

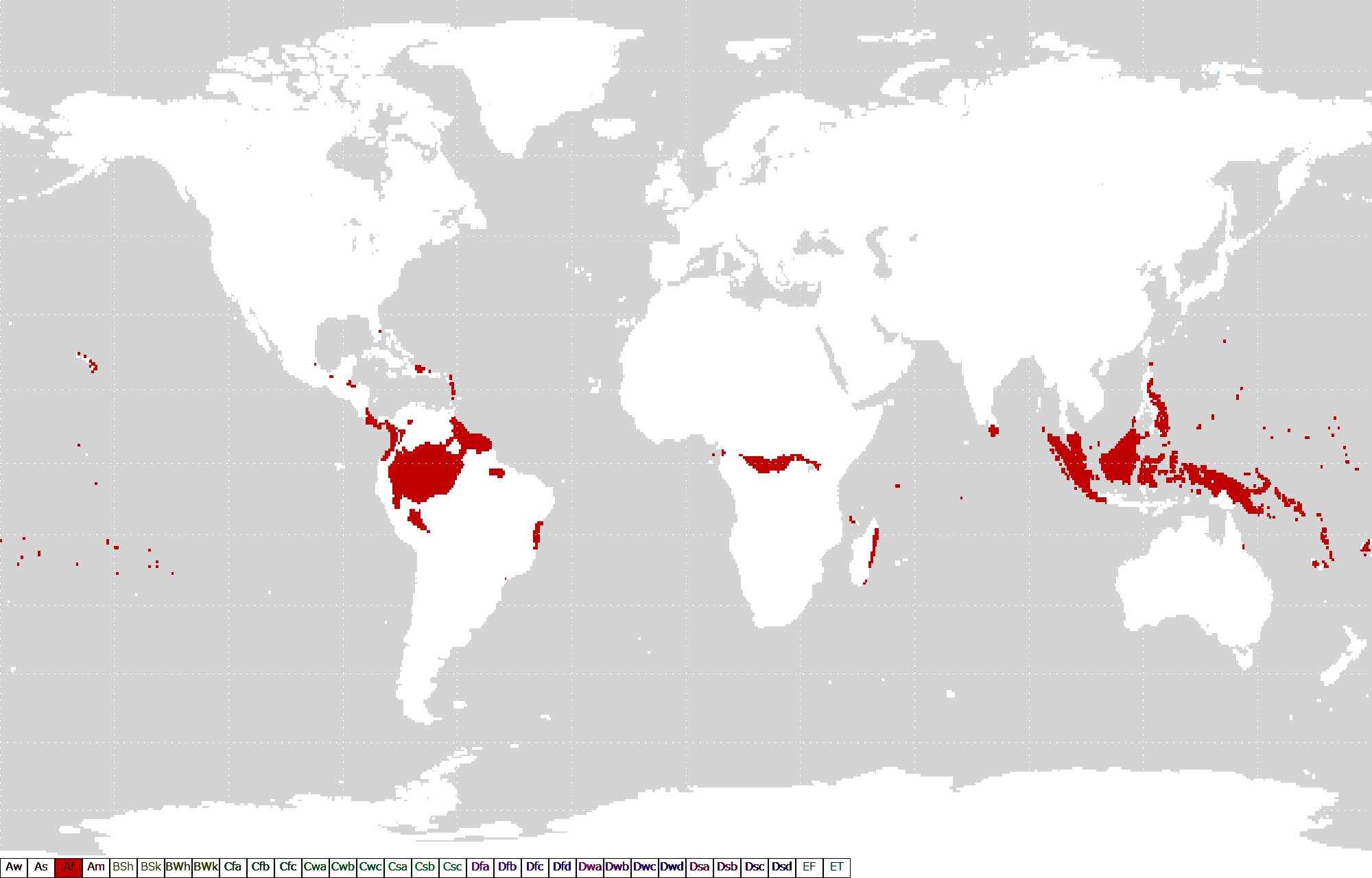
Aree nel mondo a clima equatoriale

Il clima equatoriale è un clima tropicale (secondo la classificazione di Köppen, Af) che copre le latitudini equatoriali della Terra.

## Descrizione
È caratterizzato da temperature medie annuali, tra il valore minimo e massimo giornaliero, sui 27-28 °C entro i 100 m s.l.m. e in alcuni casi (ad esempio Africa equatoriale continentale dove è minore la piovosità) notevoli scarti di temperatura , possono raggiungere 12-14 gradi, tra giorno e notte e non tra vari periodi dell'anno. Le temperature minime giornaliere raramente scendono sotto i 20 gradi. Inoltre le precipitazioni sono in media molto abbondanti (frequentemente superiori a 3500 mm annui e forma di rovesci della durata indicativa di un'ora, talvolta anche ripetuti nell'arco di un giorno) pressoché costanti. Manca una vera e propria stagione secca, a differenza del clima monsonico e di quello della savana.
Normalmente l'umidità relativa è molto elevata rispetto alla media delle temperature e risulta difficilmente sopportabile da chi non vi è abituato. I raggi solari hanno sempre inclinazioni molto alte, che a ridosso della linea immaginaria equatoriale variano da un minimo di circa 66 gradi al massimo di esatti 90 gradi nel centro del disco solare che viene raggiunto 2 volte nel corso dell'anno, durante le date equinoziali terrestri.

### La foresta pluviale equatoriale
In questo clima si sviluppano le foreste ombrofile. Le caratteristiche di potenza nell'insolazione e di correnti ascensionali e discensionali sono relativamente stabili e spesso ogni giornata si ripete con condizioni meteorologiche apparentemente identiche o molto simili, ad esempio piove tutti i giorni alla stessa ora. Le piogge avvengono per lo sviluppo di nubi cumuliformi che danno luogo a precipitazioni temporalesche, per via dell'elevata umidità e della traspirazione ed evaporazione delle piante.
La flora e la fauna rappresentano il 40% delle specie conosciute presenti sul pianeta.
Per studiare il clima equatoriale viene spesso utilizzata la località di Manaus, in Brasile.

## Paesi a clima equatoriale
- Brasile (Regioni Nord e Nord-est)
- Stati Uniti d'America (Hawaii ed estremo sud della Florida)
- Sri Lanka
- Cuba
- Filippine
- Panama
- Costa Rica (Cartago, Limón e Puntarenas)
- Nicaragua (il Dipartimento di Río San Juan e la Regione Autonoma della costa caraibica meridionale)
- Colombia (tranne la parte settentrionale)
- Perù orientale
- Malaysia
- Indonesia
- la regione centrale del continente africano: Camerun, Congo, Uganda, Kenya, Etiopia e Somalia